# Redback Networks

Redback Networks était une société spécialisée dans la fabrication d'équipements de télécommunications destinés aux fournisseurs d'accès internet et de services multimédia sur les réseaux à haut débit. La société est aujourd'hui intégrée à l'entreprise suédoise Ericsson.

## Histoire
Redback Networks a été fondé en 1996. En Janvier 2007, Redback Networks est devenu une filiale du Suédois Ericsson (numéro un mondial dans le domaine des équipements pour les réseaux de télécommunication). En Janvier 2010, Redback Networks a été entièrement intégré dans Ericsson.
| 1996 | Août     | Création de Redback Networks (San Jose, Cal, USA).                                                              |
| 1998 |          | SMS 1800 (Tout premier BRAS/BNG).                                                                               |
| 1999 | Mars     | SMS 500. |
| 2000 | Mai      | SMS 10000. |
| 2000 | Juillet  | SmartEdge 800 optical node (SDH switch).                                                                        |
| 2001 | Octobre  | SmartEdge 800 router (avec des Network Processor PPA1 16 Cores 2,5 Gbit/s).                                     |
| 2002 | Novembre | SMS 10000SL StreamLiner.                                                                                        |
| 2003 | Juin     | SmartEdge service gateway (BRAS/BNG).                                                                           |
| 2003 | Juin     | SmartEdge 400.                                                                                                  |
| 2005 | Juin     | SmartEdge Ethernet aggregation (nouveau Network Processor PPA2 32 Cores 10 Gbit/s).                             |
| 2007 | Janvier  | Redback devient une filiale de Ericsson.                                                                        |
| 2007 | Octobre  | SmartEdge 1200 (nouvelle carte processeur XCRP4).                                                               |
| 2008 | 4T       | SmartEdge Ethernet aggregation (nouveau Network Processor PPA3 48 Cores 20 Gbit/s).                             |
| 2009 | 1T       | SmartMetro SM480 (version du SmartEdge router ne supportant que les fonctions L2 Ethernet).                     |
| 2010 | 1T       | SmartEdge 600 et SmartMetro SM240.                                                                              |
| 2010 | Janvier  | Redback est totalement intégré dans Ericsson. Le SmartEdge router est intégré dans les produits IP de Ericsson. |
| 2010 | 3T       | SmartEdge 1200H (Version plus puissante du SE1200).                                                             |
| 2011 | 4T       | SSR produit. |

## Équipements
Les équipements conçus et vendus par Redback Networks sont :
- Le SmartEdge : routeur multi-services pour les réseaux multimédia fixes et mobiles (Internet, IPTV et VoIP).

- Le SMS : routeur pour la gestion des accès via les réseaux larges bandes.

- NetOp : logiciel de gestion et de supervision de réseaux.